# Тюкунь (станция)
Тюкунь — станция 5 класса Башкирского региона Куйбышевской железной дороги, расположенная на однопутной неэлектрифицированной линии Карламан - Мурапталово в селе Александровка Камышлинского сельсовета Кармаскалинского района республики Башкортостан.

## Расположение и инфраструктура
Железнодорожная станция расположена в границах села Александровка. Возможен подъезд к станции на автотранспорте по грунтовой дороге. Общественный транспорт к станции не подходит.
Станция имеет три пути и одну боковую низкую платформу с западной стороны. Вокзала, навеса от непогоды и билетных касс не имеется. Коммерческие операции, выполняемые по станции: посадка и высадка пассажиров на (из) поезда пригородного и местного сообщения. Прием и выдача багажа не производятся.

## Дальнее сообщение
Пассажирские поезда №371/372 Уфа - Андижан и №381/382 Уфа - Ташкент на станции Тюкунь не останавливаются.

## Пригородное сообщение
Станция Тюкунь является промежуточной для всех пригородных поездов. Пригородное сообщение осуществляется рельсовыми автобусами РА1 и РА2. По состоянию на март 2020 года остановку на станции Тюкунь имеют поезда:
- Стерлитамак — Карламан (ежедневно, 1 поезд в сообщении Стерлитамак - Карламан, 2 поезда в сообщении Карламан - Стерлитамак, время в пути от/до Стерлитамака - 1 час 29 минут, от/до Карламана - 38 минут)
- Стерлитамак — Уфа (ежедневно, 1 пара поездов, время в пути от/до Стерлитамака - 1 час 29 минут, от/до Уфы - 2 часа 11 минут)

Текущее расписание пригородных поездов по железнодорожной станции Тюкунь можно посмотреть здесь:
- Расписание пригородных поездов. Яндекс.Расписания.